# سیارک ۲۴۱۹۴
سیارک ۲۴۱۹۴ (به انگلیسی: 24194 Palus، نامگذاری:1999XU35) بیست و چهار هزار و صد و نود و چهارمین سیارک کشف شده‌است که در ۸ دسامبر ۱۹۹۹ کشف شد.
قدر مطلق سیارک برابر ۲۵.۷ است.